# Голодный кролик атакует
«Голодный кролик атакует» (англ. Seeking Justice, «В поисках справедливости») — фильм 2011 года режиссёра Роджера Дональдсона и продюсеров Тоби Магуайра и Рэма Бергмана. Съёмки проходили в Новом Орлеане. Премьера в России состоялась 12 января 2012 года.
Русскоязычное название фильма осталось от первоначального названия The Hungry Rabbit Jumps, данному по кодовой фразе, звучащей в фильме.
Слоган — «Vengeance always has a price» (у мести всегда есть своя цена).

## Сюжет
События происходят в Новом Орлеане. Фильм рассказывает об учителе литературы Уилле Джерарде (Николас Кейдж), чья жена Лора подверглась изнасилованию, когда возвращалась домой после концерта. Когда он находится у дверей реанимации, где лежит его жена, ему предлагает свою помощь некий Саймон. Он утверждает, что знает того, кто изнасиловал его жену. Полиция будет искать его неизвестно сколько, а Саймон пообещал, что преступник ответит за страдания Лоры немедленно. Взамен Уилл должен будет оказать организации, которую представляет Саймон, в будущем некоторые услуги. Уилл Джерард соглашается на помощь. Сотрудник этой группы стреляет в насильника и обставляет дело как самоубийство. Лора отомщена. Джерард получает задание: его просят последить за какими-то людьми и закинуть конверт в почтовый ящик. Он думает, что это всё, что больше заданий не будет.
Но через полгода его просят убить человека, которого представляют как педофила. Он отказывается. Уиллу начинают угрожать. И тогда он решает поговорить с жертвой, чтобы предостеречь её. Однако жертва бросается на него с целью убийства. Происходит несчастный случай, и Джерард, сам того не желая, выполняет задание. Тогда выясняется, что погибший был журналистом Аланом Маршем, который провёл расследование и собрал компромат на группу. Уилла задерживает полиция, но лейтенант Дурган позволяет ему бежать из-под стражи. Уилл и Лора вынуждены скрываться их розыскивает полиция и люди Саймона. Добравшись до материалов расследования Алана Марша, Уилл понимает, что имеет дело с мощной группировкой. В основе их деятельности попытка отомстить преступникам, которых по разным причинам не остановила государственная система правопорядка. Группа всегда использует пароль «голодный кролик атакует». Внутри организации всё держится на шантаже и взаимной круговой поруке. Её представители действовали под давлением и под страхом смерти, своей или своих близких.
Уилл выходит на Саймона и угрожает предать огласке материалы журналиста. Саймон берёт в заложники Лору. Во время обмена Саймон забирает DVD-диск с компроматом и собирается убить обоих. В последний момент Уиллу помогает перешедший на его сторону боевик организации Джимми, отказавшийся стрелять в невиновного. Саймон убит в перестрелке. Прибывший на место преступления лейтенант Дурган освобождает Уилла и Лору от ответственности, давая понять, что спустит дело на тормозах. В концовке Уилл приносит материалы Марша в газету и просит опубликовать их. Редактор приветствует его фразой: «голодный кролик атакует».

## В ролях
| Актёр               | Роль             |
| ------------------- | ---------------- |
| Николас Кейдж       | Уилл Джерард     |
| Дженнифер Карпентер | Труди            |
| Дженьюари Джонс     | Лора Джерард     |
| Гай Пирс            | Саймон           |
| Гарольд Перрино     | Джимми           |
| Ксандер Беркли      | лейтенант Дурган |
| Айрон Синглтон      | Скар             |
| Каллен Мосс         | Джонс            |
| Маркус Лайл Браун   | детектив Грин    |